# Niels Bormann
Niels Bormann (* 1973 in Bremen) ist ein deutscher Schauspieler.

## Leben
Bormann gründete zunächst ein Security-Unternehmen („Garderoben-Bormann“) und eine Tortenproduktion für Cafés in Berlin-Kreuzberg, bevor er sich dem Schauspielberuf zuwandte. Von 1996 bis zum Studienjahr 1999/2000 studierte er Darstellende Kunst an der Hochschule der Künste Berlin. Nach dem Diplom absolvierte er ein sechsmonatiges Aufbaustudium in Chorsprechen bei Einar Schleef am Deutschen Theater Berlin. Anschließend war er bei verschiedenen freien Theaterproduktionen in Argentinien (Buenos Aires), China (Shanghai), Ghana (Accra), Nigeria (Lagos) und den Vereinigten Staaten (Richmond, Virginia) tätig.
In Deutschland hatte er u. a. Gastengagements am Hamburger Schauspielhaus (2001) und am Schauspiel Dresden. Hauptsächlich trat Bormann jedoch an Berliner Bühnen auf, u. a. im Hebbel am Ufer (HAU) und mehrfach mit der Gruppe „Lubricat“ in den Sophiensaelen. 2008 trat er zunächst als Gast an der Schaubühne Berlin auf, wo er anschließend ab der Spielzeit 2009/10 bis 2013 festes Ensemblemitglied war. Dort arbeitete er u. a. mit den Regisseuren Alvis Hermanis, David Marton, Jossi Wieler und Yael Ronen zusammen. In zahlreichen Produktionen Ronens entwickelte er laut der Theaterkritikerin Christine Wahl „seine Paraderolle des unsensibel-übergriffigen Germansplainers“.
2014 gastierte er im Maxim Gorki Theater in Berlin, wo er in Small Town Boy (Regie: Falk Richter) sowie in der Produktion Common Ground (Regie: Yael Ronen) auftrat, die zum Berliner Theatertreffen 2015 eingeladen wurde. Ab 2010 war Bormann außerdem als Lehrbeauftragter an der Universität der Künste tätig.
Seit der Spielzeit 2015/16 ist Niels Bormann festes Ensemblemitglied der Münchner Kammerspiele.
Bormann wirkte seit 2000 in zahlreichen Film- und Fernsehproduktionen mit. Für Kinoarbeiten stand er u. a. unter der Regie von Barbara Teufel, Edwin Brienen, Kerstin Ahlrichs, Sylke Enders, Jonas Grosch und Maren Ade vor der Kamera.
In den TV-Reihen Tatort und Polizeiruf 110, in denen Bormann mehrfach zu sehen war, gehörten u. a. Dror Zahavi, Christiane Balthasar, Edward Berger, Claudia Garde, Klaus Krämer, Hartmut Schoen, Titus Selge, Hermine Huntgeburth und Maris Pfeiffer zu seinen Regisseuren. Außerdem hatte er Episodenrollen in Fernsehserien wie SOKO Leipzig (2009), SOKO Wismar (2010, als tatverdächtiger homosexueller Krankenpfleger und Mobilitätstherapeut Jan Markowski) und Der Tatortreiniger (2015, als Mörder Ralf). Im 10. Film der ARD-Kriminalfilmreihe Nord bei Nordwest, Nord bei Nordwest – Ein Killer und ein Halber (2020), verkörperte Bormann den psychopathischen Killer Jens Kolbe.
Niels Bormann lebt in Berlin. Im Februar 2021 outete er sich im Rahmen der Initiative #actout im SZ-Magazin mit 185 anderen lesbischen, schwulen, bisexuellen, queeren, nicht-binären und trans* Schauspielern.

## Auszeichnungen
2004 wurde Bormann von der US-amerikanischen Zeitung Richmond Times als „Best Actor of the Year“ ausgezeichnet. 2015 erhielt er gemeinsam mit dem Ensemble von Yaels Ronens Common Ground den Publikumspreis bei den Mülheimer Theatertagen.

## Filmografie (Auswahl)
- 2002: Hinter Gittern – Der Frauenknast: Alles Lüge (Fernsehserie, eine Folge)
- 2003: Die Ritterinnen (Kinofilm)
- 2005: Warum Ulli sich am Weihnachtsabend umbringen wollte (Kinofilm)
- 2006: Sieh zu, dass du Land gewinnst (Kinofilm)
- 2007: Mondkalb (Kinofilm)
- 2008: R. I. S. – Die Sprache der Toten: Wahre Liebe (Fernsehserie, eine Folge)
- 2008: Post Mortem – Beweise sind unsterblich: Körperteile (Fernsehserie, eine Folge)
- 2009: Tatort: Das Gespenst (Fernsehreihe)
- 2009: SOKO Leipzig: Das Netz (Fernsehserie, eine Folge)
- 2010: Tatort: Vergessene Erinnerung (Fernsehreihe)
- 2010: SOKO Wismar: Blinder Zeuge (Fernsehserie, eine Folge)
- 2012: Mutter muss weg (Fernsehfilm)
- 2013: Tatort: Wer das Schweigen bricht (Fernsehreihe)
- 2014: Tatort: Frühstück für immer (Fernsehreihe)
- 2014: bestefreunde (Kinofilm)
- 2014: Tatort: Vielleicht (Fernsehreihe)
- 2015: SCHULD nach Ferdinand von Schirach: Volksfest (Fernsehserie, eine Folge)
- 2015: Süßer September (Fernsehfilm)
- 2015: Deutschland 83 (Fernsehserie, 5 Folgen)
- 2015: Tatort: Spielverderber (Fernsehreihe)
- 2015: Der Tatortreiniger: Bestattungsvorsorge (Fernsehserie, eine Folge)
- 2016: Toni Erdmann (Kinofilm)
- 2016: Polizeiruf 110: Sumpfgebiete (Fernsehreihe)
- 2018: Tatort: Der kalte Fritte (Fernsehreihe)
- 2018: Polizeiruf 110: Starke Schultern (Fernsehreihe)
- 2018: Deutschland 86 (Fernsehserie, 10 Folgen)
- 2018: Wenn Fliegen träumen (Kinofilm)
- 2020: Nord bei Nordwest – Ein Killer und ein Halber (Fernsehreihe)
- 2020: SOKO Leipzig: Die Falle (Fernsehserie, eine Folge)
- 2020: Deutschland 89 (Fernsehserie)
- 2020: Polizeiruf 110: Der Verurteilte
- seit 2021: Legal Affairs (Fernsehserie)
- 2023: Transatlantic (Fernsehserie)
- 2023: Tatort: Erbarmen. Zu spät.
- 2023: Mord oder Watt? – Ebbe im Herzen (Fernsehreihe)
- 2023: Doppelhaushälfte: Golfkrieg (Fernsehserie, eine Folge)
- 2024: Mord oder Watt? – Für Immer Matjes (Fernsehreihe)
- 2024: Sonnenplätze (Kinofilm)
- 2024: Theresa Wolff – Lost
- 2024: A Better Place (Fernsehserie)
- 2024: Call me Levi (Fernsehserie)
- 2024: Sonnenplätze
- 2025: Ostfriesenfluch